# Rekombination (Physik)
Rekombination ist in der Physik die neutralisierende Vereinigung elektrisch positiver und negativer Ladungsträger (Ionen, Elektronen). Rekombination stellt den Umkehrprozess zur Ionisation und Ladungsträger-Generation dar.
Die Ionisation erfordert Energiezufuhr, die vor allem durch hohe Temperaturen, Lichtquanten oder Stoßionisation durch andere Teilchen erfolgt. Damit sich begegnende geladene Teilchen rekombinieren können, muss diese Energie wieder abgegeben werden. Dies kann durch Emission von Photonen erfolgen (Lumineszenz, zum Beispiel bei Blitzen, Elektrometeoren oder Leuchtdioden), durch Energieübergang an andere Teilchen, durch Dissoziation in neutrale Teilchen oder in Form von Gitterschwingungen (akustische Phononen).

## Rekombination in der Gasphase
Ein ionisiertes Gas ist ein Plasma. Beispiele sind Gasentladungen und die Ionosphäre.
Bei ausreichendem Druck und Ionisationsgrad ist die Dreierstoß-Rekombination dominierend, bei der ein positives Ion {\displaystyle X^{(+)}\,} mit zwei Elektronen {\displaystyle e^{(-)}\,} gleichzeitig kollidiert. Das Ion rekombiniert mit dem ersten Elektron zu einem neutralen Atom. Die dabei freiwerdende Bindungsenergie wird vom zweiten Elektron „abgeführt“ (ähnlich der Wärmeabstrahlung beim unelastischen Stoß). Das zweite Elektron erhöht bei diesem Vorgang seine Energie. Alternativ kann auch ein anderes Atom oder Molekül die Bindungsenergie aufnehmen. Wegen der geringeren Reichweite der Wechselwirkung mit neutralen Teilchen ist dieser Prozess nur bei geringem Ionisationsgrad konkurrenzfähig.
Ist auch der Druck des Neutralgases gering, so kann eine Wand- oder Partikeloberfläche als Katalysator vermitteln (Wandrekombination). Sie nimmt nicht nur die Bindungsenergie auf, sondern erhöht die Wahrscheinlichkeit einer Begegnung, falls Elektronen oder Ionen auf der Oberfläche verweilen (Adsorbat). Besonders effektiv ist die Wandrekombination bei elektrisch leitfähiger Wand.
In der Ionosphäre ist der Druck gering und keine Wand in der Nähe. Dort überwiegen zwei Arten der Rekombination:
Trennungsrekombination (dissociative recombination)Ein Elektron verbindet sich mit einem molekularen Ion zu zwei neutralen Atomen.
{\displaystyle e^{(-)}+XY^{(+)}\longrightarrow X+Y}
Sie kann nur dort stattfinden, wo entweder molekulare Ionen direkt oder durch den Ion-Atom Austausch entstehen, der neutrale Moleküle erfordert.
Ion-Atom-Austausch + TrennungsrekombinationZuerst findet eine Ion-Atom-Austauschreaktion statt, deren Ergebnis – ein molekulares Ion – trennend rekombiniert. 
{\displaystyle X^{(+)}+Y_{2}\longrightarrow XY^{(+)}+Y}
{\displaystyle e^{(-)}+XY^{(+)}\longrightarrow X+Y}
Strahlungsrekombination
{\displaystyle e^{(-)}+X^{(+)}\longrightarrow X+h\nu \,} ({\displaystyle h\nu \,} ist ein Photon)
ist dagegen ein sehr langsamer Prozess und kann in der Ionosphäre für die Bilanzierung ignoriert werden. Energiereichere Formen können als Übergang zu Sekundärstrahlungen gelten. Polarlicht ist keine Rekombinationsstrahlung, beruht auf Stoßanregung, nicht Stoßionisation.
dielektronische Rekombination
Bei der dielektronische Rekombination wird ein Elektron von einem positiv geladenen Ion eingefangen wird. Dabei wird ein anderes Elektron des Ions angeregt.

## Rekombination im Halbleiter
Im Halbleiter spricht man von Rekombination, wenn ein ins Leitungsband angeregtes Elektron wieder relaxiert, das heißt unter Abgabe eines Photons oder Phonons ins Valenzband „zurückfällt“. Man spricht von strahlender bzw. strahlungsloser Rekombination. In Leuchtdioden rekombiniert ein Teil der Ladungsträger strahlend. In Silizium-Halbleiterbauelementen (mit indirekter Bandlücke) findet dagegen nahezu ausschließlich strahlungslose Rekombination statt.
Der entgegengesetzte Prozess zur Rekombination ist die Generation, bei der durch Ionisation ein Elektron und ein Loch erzeugt wird. Die Ionisationsenergie stammt dabei meist von Photonen oder Phononen. Die Rekombinations- und Generationsraten sind im thermodynamischen Gleichgewicht gleich.
Bei der Rekombination wählt man oft einen einfachen Ansatz für die Rekombinationsrate, das heißt die Anzahl der Rekombinationen pro Zeit (und Volumen).
Für Elektronen gilt:
{\displaystyle r_{n}={\frac {n-n_{0}}{\tau _{n}}}},
analog gilt für Defektelektronen:
{\displaystyle r_{p}={\frac {p-p_{0}}{\tau _{p}}}}.
{\displaystyle n} bzw. {\displaystyle p} bezeichnen hierbei die Konzentrationen der Ladungsträger (Elektronen bzw. Defektelektronen), {\displaystyle n_{0}} bzw. {\displaystyle p_{0}} die Gleichgewichtskonzentrationen und {\displaystyle \tau _{n}} bzw. {\displaystyle \tau _{p}} die effektiven Lebensdauern der Ladungsträger. Anschaulich steigt also die Rekombinationsrate, wenn die Ladungsträgerkonzentration über der Gleichgewichtskonzentration liegt.
Genauer betrachtet gibt es viele verschiedene Effekte, die im Prozess der Rekombination eine Rolle spielen.
Photonen oder Phononen, deren Energie {\displaystyle (E=h\cdot \nu )} größer ist als die Energielücke {\displaystyle E_{g}} im Halbleiter, können ihre Energie an Valenzelektronen abgeben und damit im Halbleiter Elektronen-Loch-Paare erzeugen. Diese Ladungsträger (Elektronen und Löcher) gehen durch Strahlung und/oder Gitterschwingungen (Phononen) wieder in Richtung der Bandkante, da dort ihre Energie minimiert wird. Dieser Effekt begrenzt maßgeblich den Wirkungsgrad von Solarzellen, er kann aber durch die Verwendung von Tandem-Solarzellen verringert werden.
Eine Rekombination dieser Elektronen und Löcher kann entweder strahlend oder nichtstrahlend erfolgen. Rekombinieren sie strahlend, so nennt man diesen Effekt Lumineszenz. Entscheidend ist, dass für eine beobachtbare strahlende Rekombination ein direkter Halbleiter nötig ist, bei denen es keinen Impuls-Unterschied der Bandminima im Leitungsband und Bandmaxima im Valenzband gibt.
Es gibt drei bekannte Rekombinationsarten: Strahlende, Shockley-Read-Hall- und Auger-Rekombination.

Rekombinationsarten

### Strahlende Rekombination
Hier rekombiniert ein Elektron strahlend mit einem Loch. Das entstandene Photon besitzt die Energie {\displaystyle E=h\cdot \nu }, die mindestens so groß ist wie die Energie der Bandlücke. Als Formel für die strahlende Rekombination wird zumeist die Ladungsträgerdichte mit einem materialabhängigen konstanten Rekombinationsfaktor {\displaystyle C_{\mathrm {dir} }} angesetzt. Sie lautet damit, mit den Ladungsträgerdichten {\displaystyle n,p} und der intrinsischen Ladungsträgerdichte {\displaystyle n_{i}}: 
{\displaystyle R_{\mathrm {dir} }=C_{\mathrm {dir} }\cdot (np-n_{i}^{2})}

### Shockley-Read-Hall-Rekombination
Bei diesem Rekombinationsmechanismus springt das Elektron zuerst auf ein Rekombinationsniveau, das sich etwa in der Mitte der Bandlücke befindet, und rekombiniert darauf mit einem weiteren Sprung mit einem Loch. Dabei wird Energie in Form von Gitterschwingungen freigesetzt. Die Energieniveaus in der Bandlücke entstehen durch Defekte im Kristallgitter, wie beispielsweise Dotieratome. Da eine Rekombination über ein Bandniveau weniger Energie erfordert, ist diese zumeist wahrscheinlicher als die direkte Rekombination. Defektatome werden somit zu Rekombinationszentren, oder Fallen bzw. Haftstellen (engl. trap) für freie Ladungsträger.
Bei der SRH-Rekombination handelt es sich also um eine nicht-strahlende Rekombination. Sie lässt sich mit den Ladungsträgerlebensdauern {\displaystyle \tau _{n}} und {\displaystyle \tau _{p}} ansetzen: 
{\displaystyle R_{\mathrm {SRH} }={\frac {np-n_{i}^{2}}{\tau _{p}\cdot (n+n_{\mathrm {d} })+\tau _{n}\cdot (p+p_{\mathrm {d} })}}}
Die Größen {\displaystyle n_{d}} und {\displaystyle p_{d}} sind folgendermaßen definiert (Rekombinationsstörstelleenergie {\displaystyle E_{T}}, Intrinsisches Fermi-Niveau {\displaystyle E'_{i}}, Temperatur {\displaystyle T}, Boltzmannkonstante {\displaystyle k_{B}}):
{\displaystyle n_{\mathrm {d} }=n_{i}\cdot \exp \left({\frac {E_{\mathrm {T} }-E_{\mathrm {i} }}{k_{\mathrm {B} }\cdot T}}\right)}
{\displaystyle p_{\mathrm {d} }=n_{i}\cdot \exp \left({\frac {E_{\mathrm {i} }-E_{\mathrm {T} }}{k_{\mathrm {B} }\cdot T}}\right)}

### Auger-Rekombination
Die Auger-Rekombination ist ebenfalls eine nicht-strahlende Rekombination. Ein Leitungsband-Elektron gibt zwar seine Energie durch den Sprung in ein Loch im Valenzband ab, diese Energie wird allerdings vollständig von einem anderen Leitungsband-Elektron aufgenommen. Dieses Elektron relaxiert entweder wieder zum Leitungsband-Minimum, gibt also wieder seine Energie in Form von Gitterschwingungen ab, um seine Energie zu minimieren, oder verlässt bei Oberflächennähe den Kristall (siehe Auger-Elektronen-Spektroskopie).

### Rekombination an der Oberfläche
Es handelt sich hierbei um eine Rekombination durch ungebundene (auch: ungesättigte) Zustände an der Oberfläche des Halbleiters. Diese ungebundenen Zustände (engl.: dangling bonds) bewirken einerseits zusätzliche Zustände in der Bandlücke, über die Elektronen und Löcher rekombinieren können. Andererseits können sich daran Fremdatome (Verschmutzung, Feuchtigkeit etc.) festsetzen. 
Der Rekombinationsprozess über ungebundene Zustände ist in der Regel schädlich für Bauelemente und verringert ihre Lebensdauer. Zudem sind die Zustände an der Oberfläche nicht mehr wohldefiniert, was die Berechenbarkeit eines Halbleiterbauteils verringert. Dieser Effekt gewinnt allerdings durch seine gezielte technische Ausnutzung immer mehr an Bedeutung.
Zur Berechnung lässt sich eine Annäherung der SRH-Rekombination benutzen, wobei hier nicht über eine diskrete Haftstelle (trap) rekombiniert wird, sondern über ein ganzes Spektrum von Rekombinationszentren in der entstehenden verbotenen Zone an der Oberfläche.
Die Oberflächenrekombinationsrate ermittelt sich zu:
{\displaystyle R_{0}=\int _{-W_{\text{g}}/2}^{-W_{\text{g}}/2}{\frac {N_{\text{ss}}(W_{\text{t}})\sigma _{\text{r}}v_{\text{th}}(pn-n_{i}^{2})}{n+p+2n_{\text{i}}\cosh \left({\frac {W_{\text{t}}}{kT}}\right)}}^{~}\mathrm {d} W_{\text{t}}}
{\displaystyle \sigma _{\text{r}}}: Wirkungsquerschnitt für Rekombination
{\displaystyle N_{\text{ss}}(0)}: Oberflächenzustandsdichte in der Mitte der verbotenen Zone
Es gibt zahlreiche technische Verfahren zur Passivierung, also zur Absättigung ungebundener Oberflächenzustände.